# تشارلي غروبر
تشارلي غروبر (بالإنجليزية: Charlie Gruber)‏ هو منافس ألعاب قوى أمريكي، ولد في 8 أغسطس 1978.

## وصلات خارجية
- تشارلي غروبر على موقع الاتحاد الدولي لألعاب القوى (الإنجليزية)
- تشارلي غروبر على موقع أوليمبيديا (الإنجليزية)
- تشارلي غروبر على موقع اللجنة الأولمبية والبارالمبية الأمريكية (الإنجليزية)